# Maliyappanahalli, Malur
Maliyappanahalli là một làng thuộc tehsil Malur, huyện Kolar, bang Karnataka, Ấn Độ.